# Megumi Asaoka
Megumi Asaoka (jap. 麻丘 めぐみ Asaoka Megumi; ur. 11 października 1955 w prefekturze Ōita) – japońska piosenkarka, aktorka, reżyserka teatralna i jedna z najpopularniejszych idolek lat 70., która zasłynęła z niewinnego wyglądu i delikatnego głosu.

## Życiorys
Urodziła się 11 października 1955 roku w prefekturze Ōita jako Kayoko Fujii i wychowała w Osace.
Od trzeciego roku życia pracowała jako dziecięca aktorka, pojawiając się także jako ekskluzywna modelka w magazynach Jogakusei no Tomo i Seventeen, a w 1972 roku, w wieku 17 lat, zadebiutowała jako piosenkarka, nagrywając piosenkę „Mebae”. W tym samym roku zdobyła nagrodę Japan Record Awards za najlepszy debiut.
Następnie nagrała szereg hitów, w tym „Kanashimi Yo Konnichiwa” (悲しみよこんにちは), „Onnanoko Nandamon” (女の子なんだもん) i „Mori o Kakeru Koibitotachi” (森を駈ける恋人たち), a w lipcu 1973 roku „Watashi no Kare wa Hidarikiki” (わたしの彼は左きき), który stał się wielkim hitem. W tym samym roku zdobyła wiele nagród, a także po raz pierwszy wystąpiła w NHK Kōhaku Uta Gassen, stając się jedną z najpopularniejszych idolek.
We wrześniu 1977 roku po małżeństwie z Mitsuo Watanabe ówczesnym reżyserem i producentem telewizji Fuji TV Megumi przeszła na emeryturę i urodziła córkę. W 1983 roku po rozwodzie z mężem powróciła do show-biznesu poświęcając się aktorstwu.
Około 2008 roku wróciła do kariery wokalnej, organizując i prowadząc własne koncerty. W 2011 roku japoński program muzyczny Music Station uznał ją na podstawie sprzedaż za jedną z 50 najlepszych idolek wszech czasów. Zajęła w nim 47. miejsce ze sprzedażą ponad 3 milionów egzemplarzy.
W styczniu 2020 roku do dystrybucji trafił jej pierwszy od 29 lat nowy utwór „Forever Smile” (フォーエバー・スマイル). 24 listopada 2024 roku Megumi zorganizowała swój pierwszy solowy koncert od 15 lat.

## Dyskografia

### Albumy studyjne
| #  | Tytuł                                               | Informacje                                                                                              | Najwyższa pozycja | Uwagi | Przy. |
| #  | Tytuł                                               | Informacje                                                                                              | JPN (Oricon)      | Uwagi | Przy. |
| -- | --------------------------------------------------- | --- | ----------------- | --- | ----- |
| 1  | Sawayaka (さわやか)                                 | - Wydany: 5 sierpnia 1972 - Wydawnictwo: Victor Musical Industries - Format: LP, CD, digital download   | 9                 | - Album w formacie CD ukazał się 21 kwietnia 1991 - Reedycja albumu w formacie CD ukazała się 15 grudnia 2002 i 25 marca 2009 | [ 8 ] |
| 2  | Akogare (あこがれ)                                  | - Wydany: 20 grudnia 1972 - Wydawnictwo: Victor Musical Industries - Format: LP, CD, digital download   | 10                | - Album w formacie CD ukazał się 21 kwietnia 1991 - Reedycja albumu w formacie CD ukazała się 15 grudnia 2002 i 25 marca 2009 | [ 8 ] |
| 3  | Megumi No Kyuujitsu (めぐみの休日)                  | - Wydany: 25 maja 1973 - Wydawnictwo: Victor Musical Industries - Format: LP, CD, digital download      | 12                | - Album w formacie CD ukazał się 21 kwietnia 1991 - Reedycja albumu w formacie CD ukazała się 15 grudnia 2002 i 25 marca 2009 | [ 8 ] |
| 4  | Megumi to Wakai Nakama Tachi (めぐみと若い仲間たち) | - Wydany: 25 sierpnia 1973 - Wydawnictwo: Victor Musical Industries - Format: LP, CD, digital download  | 13                | - Album w formacie CD ukazał się 21 kwietnia 1991 - Reedycja albumu w formacie CD ukazała się 15 grudnia 2002 i 25 marca 2009 | [ 8 ] |
| 5  | Shiroi Heya (白い部屋)                              | - Wydany: 25 kwietnia 1974 - Wydawnictwo: Victor Musical Industries - Format: LP, CD, digital download  | 22                | - Album w formacie CD ukazał się 15 stycznia 2003 - Reedycja albumu w formacie CD ukazała się 25 marca 2009                   | [ 8 ] |
| 6  | Roman e no Tabidachi (ロマンへの旅立ち)             | - Wydany: 25 kwietnia 1975 - Wydawnictwo: Victor Musical Industries - Format: LP, CD, digital download  | 39                | - Album w formacie CD ukazał się 15 marca 2003 - Reedycja albumu w formacie CD ukazała się 25 marca 2009                      | [ 8 ] |
| 7  | Seishun (青春)                                      | - Wydany: 5 lipca 1975 - Wydawnictwo: Victor Musical Industries - Format: LP, CD, digital download      | 28                | - Album w formacie CD ukazał się 25 marca 2009                                                                                | [ 8 ] |
| 8  | Harujitaku (春支度)                                 | - Wydany: 25 stycznia 1976 - Wydawnictwo: Victor Musical Industries - Format: LP, CD, digital download  | –                 | - Album w formacie CD ukazał się 25 marca 2009                                                                                | [ 8 ] |
| 9  | Privacy Fashion (プライバシー・ファッション)        | - Wydany: 1 lipca 1976 - Wydawnictwo: Victor Musical Industries - Format: LP, CD, digital download      | 92                | - Album w formacie CD ukazał się 25 marca 2009                                                                                | [ 8 ] |
| 10 | Shirakabe no Shouzou (白壁の肖像)                   | - Wydany: 15 listopada 1976 - Wydawnictwo: Victor Musical Industries - Format: LP, CD, digital download | –                 | - Album w formacie CD ukazał się 25 marca 2009                                                                                | [ 8 ] |

## Wybrana filmografia

### Dramy
| Rok  | Tytuł                                            | Rola            | Stacja telewizyjna | Uwagi  |
| ---- | ------------------------------------------------ | --------------- | ------------------ | ------ |
| 1989 | Sugishi Hi no Serenade (過ぎし日のセレナーデ)    | Rieko Karita    | Fuji TV            |        |
| 1990 | Deka Kizoku (刑事貴族)                           | Keiko Noguchi   | NTV                | Odc. 7 |
| 2007 | My Fair Boy! (マイフェアボーイ！)                | Nobuko Hachioji | TBS                |        |
| 2012 | Hana no Zubora Meshi (花のズボラ飯)              | Matka Hany      | TBS                |        |
| 2013 | Shougeki Gouraigan (衝撃ゴウライガン)            | Babcia Hitomi   | Fuji TV            |        |
| 2017 | Rabuho no Ueno-san (ラブホの上野さん)            | Etsuko Mita     | Fuji TV            |        |
| 2017 | Rabuho no Ueno-san Season 2 (ラブホの上野さん 2) | Etsuko Mita     | Fuji TV            |        |

### Filmy
| Rok  | Tytuł                                 | Rola                  | Uwagi |
| ---- | ------------------------------------- | --------------------- | ----- |
| 1983 | Children of Nagasaki (この子を残して) | Toshie Yamazaki       |       |
| 2001 | Hole in the Sky (空の穴)              |                       |       |
| 2004 | Antenna (アンテナ)                    | Matka                 |       |
| 2004 | Dark Tales of Japan (日本のこわい夜)  | Shizuko Ooki (ofiara) |       |